# Pietra di Verde
Pietra di Verde (in francese Pietra-di-Verde, in corso A Petra di Verde) è un comune francese di 120 abitanti situato nel dipartimento dell'Alta Corsica nella regione della Corsica.

## Società

### Evoluzione demografica
Abitanti censiti